# Xã Deerhorn, Quận Wilkin, Minnesota
Xã Deerhorn (tiếng Anh: Deerhorn Township) là một xã thuộc quận Wilkin, tiểu bang Minnesota, Hoa Kỳ. Năm 2010, dân số của xã này là 97 người.